# 퀸비 (가수)
퀸비(1991년 ~)는 대한민국의 가수, 뮤지컬배우다.

## 방송
- 스타 오디션 위대한 탄생 3 (2012) - Top24
- 후계자 (2015) - Top13
- 내일은 미스트롯 (2019) - Top94

## 음반
- Diva (with 박민혜) (2011)
- The Flight Of The Queen Bee (2011)

### 학동역 8번출구
- Summer Disco (2012)

### 17점4도
- 첫 번째 겨울 (2017)
- 두 번째 겨울 (2018)

## 공연
- 캐스팅 - 부산 (2016)
- 언제는 행복하지 않은 순간이 있었나요 - 부산 (2015~2016)
- 미로의 꿈 - 부산 (2016)

## 영화
- 미조 (2014) - 노래

## 수상
- 2011년 대한민국 청소년 트로트 가요제 대상
- 2008년 현인가요제 은상